# 辛店古闸坝遗址
辛店古闸坝遗址，位于山东省济宁市任城区石桥镇。是中华人民共和国山东省省级文物保护单位之一。
2013年，列入第四批山东省文物保护单位，该文物保护单位是一座大运河遗址。